# Amoklauf von Trollhättan
Bei dem Amoklauf von Trollhättan (Schweden) starben am 22. Oktober 2015 drei Menschen, weitere wurden verletzt. Ein verletzter Lehrer verstarb am 3. Dezember 2015 im Krankenhaus und ist damit das vierte Todesopfer.

## Tat
Der maskierte Täter, der 21-jährige Anton Lundin Pettersson, kam am 22. Oktober 2015 gegen 10.20 Uhr morgens in das Café der Kronan-Schule im westschwedischen Trollhättan. Er war mit einem schwarzen Umhang bekleidet, hatte einen Helm auf und trug ein Schwert. Er erstach erst einen 12-jährigen Schüler, dann den Schülerassistenten Lavin Eskander  und verletzte mindestens vier weitere Schüler zwischen 11 und 15 Jahren sowie einen Lehrer mit Stichen. Ein 15-Jähriger und ein weiterer Erwachsener wurden lebensgefährlich verletzt. Durch das beherzte und besonnene Reagieren des Direktors wurden alle im Hause befindlichen Personen schnell vor der Gefahr gewarnt, sodass eine größere Opferanzahl vermieden werde konnte. Die zuerst am Tatort eingetroffenen Streifenpolizisten schossen in Notwehr zweimal auf den Täter, als dieser die Beamten mit dem Schwert angriff. Dabei wurde der Amokläufer schwer verletzt. Er starb später im Krankenhaus.

## Hintergrund
Die Kronan-Schule wird vor allem von Kindern aus Migrantenfamilien besucht. Die Schule ist öffentlich zugänglich. Auf dem Gelände befinden sich außerdem eine städtische Bibliothek, ein Kulturhaus, ein Jugendklub und ein Bürgeramt. Der Komplex befindet sich in einem von Migranten geprägten Teil Trollhättans.
Am gleichen Tag wurde die Vermutung geäußert, dass die Tat einen rassistischen Hintergrund haben könnte. Lundin Pettersson übte Kritik am Islam und an der Einwanderungspolitik Schwedens und in Europa.
Andererseits war er bis zu der Tat politisch nicht interessiert, hatte keine Kontakte zu Rechtsextremisten, beschäftigte sich eher mit Computerspielen wie Death Korps of Krieg und Warhammer (daher auch seine Kostümierung), tauschte sich über derlei gerne bei Facebook aus. Er hatte auch viele Azubi-Kollegen mit Migrationshintergrund, zu denen er ein gutes Verhältnis hatte.  Außerdem war er Medienberichten zufolge von Kriegsfilmen und Romanen von Stephen King fasziniert. Während in Publikationen zum Teil versucht wird, die rechtsextremistische Motivation Anton Lundin Petterssons in Zweifel zu ziehen, bezeichnet Sten-Rune Timmersjö, der Leiter der Abteilung für Schwere Kriminalität bei der Polizei in Trollhättan, ihn als „Rechtsextremisten“. In seinem Abschiedsbrief beklagte er vor allem, dass durch die Kosten der Einwanderung in anderen sozialen Bereichen eingespart werden würde. Daher fühle er sich verpflichtet, „zu agieren“.
Laut dem abschließenden Bericht der Polizei hatte er seine Tötung durch die Polizei geplant (Suicide by cop). Dies geht aus seinem Abschiedsbrief hervor.
Der Amoklauf war der erste schwedische Amoklauf an einer Schule mit Todesfolge seit 1961.